# Walter M601
Walter M601 je turbopropelerski motor češkega proizvajalca Walter Aircraft Engines. Uporablja se na poslovnih, kmetijskih in vojaških letalih. Motor so prvič zagnali leta 1967.

## Uporaba
- Aerocomp Comp Air 10 XL
- Aerocomp Comp Air 7
- Ayres Thrush
- Dornier Do 28
- Lancair Propjet
- Let Z-37T - TurboČmelák (AgroTurbo)
- Let L-410 Turbolet
- Let L-420
- Mjasiščev/SOKOL M-101T
- PAC FU-24 Fletcher
- Progress Rysachok
- PZL-106 Kruk
- PZL-130 Orlik

## Specifikacije (M601D-1)
- Tip: Turboprop
- Dolžina:* 1675 mm
- Premer:* 590 mm
- Prazna teža:* 197 kg

- Kompresor:* 2-stopenjski aksialni in 1-stopenjski centrifugalni
- Zgorevalna komora:* obročasta
- Turbina:* 1-stopenjska visokotlačna in 1-stopenjska prosta (delovna)

- Največja moč:* 544 kW (740), kontinuirano: 490 kW (657 KM)
- Temperatura ob vstopu v turbino:* 690 °C
- Specifična poraba goriva:*  377 g/kW·h
- Razmerje potisk/teža:* 2,76:1 (kW:kg)

## Zunanje povezavfe
- Walter M601 page
- GE Completes Acquisition of WALTER AIRCRAFT ENGINES
- Walter M601 page on GE Aviation Arhivirano 2011-06-20 na Wayback Machine.
- European Aviation Safety Agency - Type Certificate Data Sheet E.070 Walter M601 series Arhivirano 2009-12-23 na Wayback Machine.
- Walter M601D